# Meteorit metàl·lic

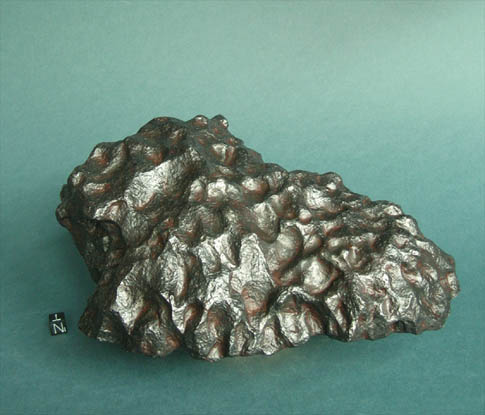
Meteorit metàl·lic.

Els meteorits metàl·lics, també coneguts com a siderits, holosiderits, meteorits fèrrics o meteorits ferrosos, són un tipus de meteorits que es caracteritzen per estar composts majoritàriament per ferro (Fe) i níquel (Ni), sobretot formant aliatges anomenats camacita i taenita. Es creu que són restes del nucli d'asteroides que es van destruir en impactar entre ells o amb altres cossos del sistema solar.
A causa de la seva gran densitat i grandària, el pes de tots ells superen les 500 tones, la qual cosa representa un 89,3% de la massa total dels meteorits. No obstant això, solament representen un 5,7% de les caigudes.
Existeixen dues formes de classificar els meteorits metàl·lics: una d'elles, la més antiga, es basa en l'observació de l'estructura del meteorit quan es talla, es poleix i es tracta amb aiguafort, i es denomina classificació estructural; l'altra és la classificació química, i té com a criteri la quantitat d'elements de traça (germani [Ge], gal·li [Ga] o iridi [Ir]) que conté l'exemplar.
Per la seva composició sofreixen menys ablació en entrar en l'atmosfera terrestre, la qual cosa fa que la seva grandària sigui major comparat amb el dels meteorits rocosos o els litosiderits. El meteorit de major grandària que es coneix és el meteorit Hoba, trobat a Namíbia, amb un pes d'una seixantena de tones.

## Classificació

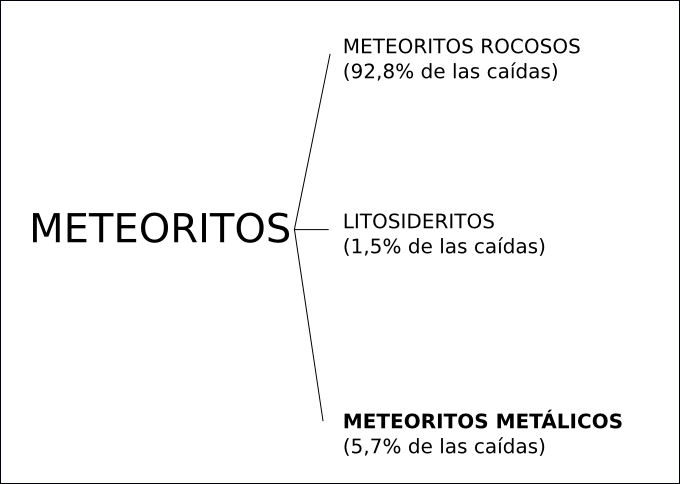
Classificació dels meteorits.

Tradicionalment els meteorits es divideixen en tres grups tenint en compte la seva composició: meteorits rocosos, litosiderits i meteorits metàl·lics. Els meteorits rocosos estan constituïts gairebé íntegrament per silicats,
representant el 92,8% de les caigudes.
Els litosiderits són el terme mitjà entre els meteorits rocosos i fèrrics, en estar constituïts per silicats i aliatge de Fe-Ni gairebé a parts iguals;
l'1,5% de les caigudes corresponen a aquests meteorits. Finalment, el grup dels meteorits metàl·lics, que representa el 5,7% de les caigudes. No presenten silicats, i, si estan presents, són en quantitats molt baixes.

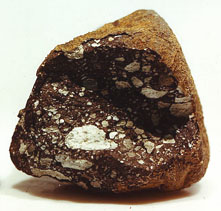
Meteorit rocós.
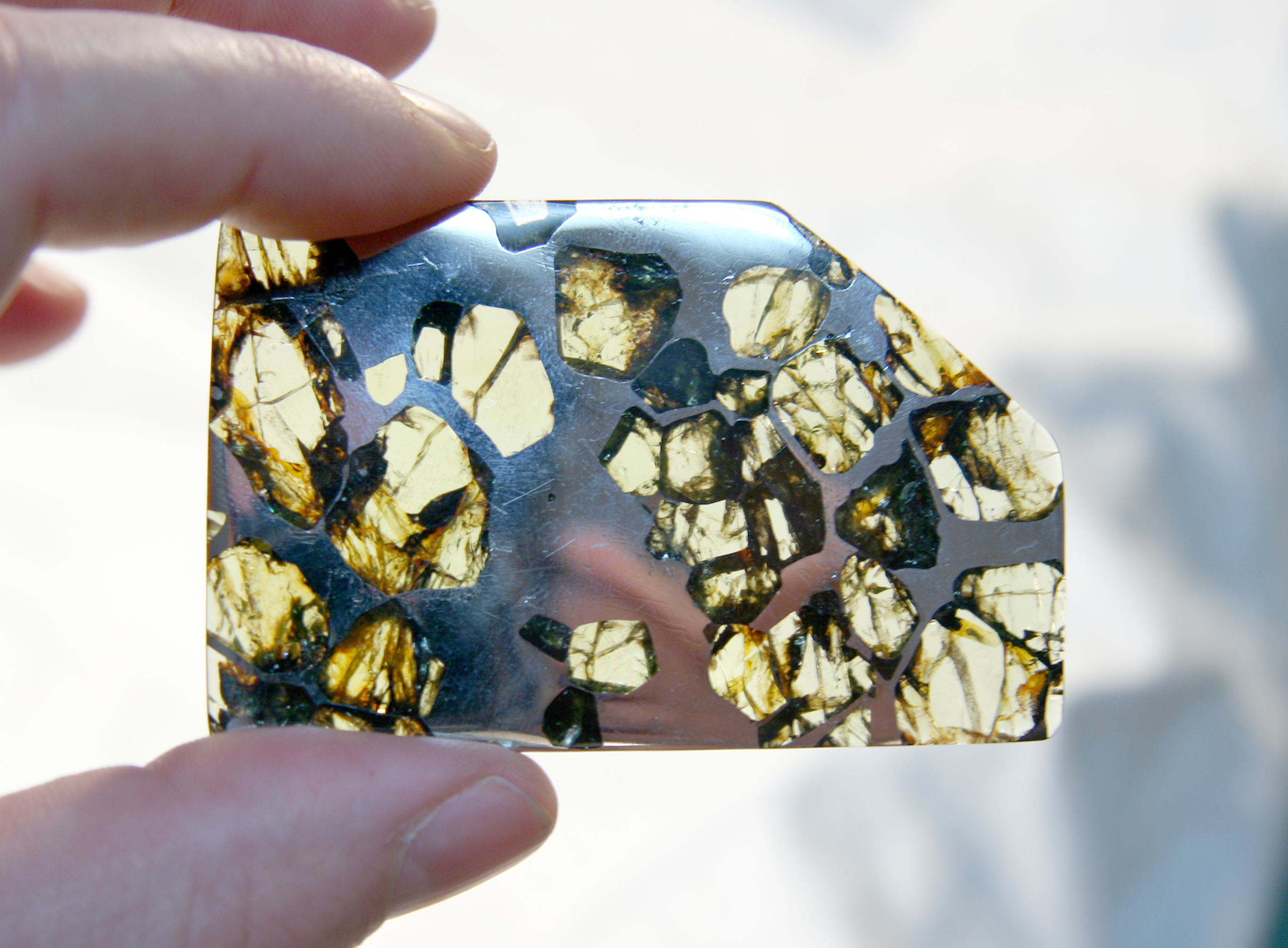
Litosiderit.
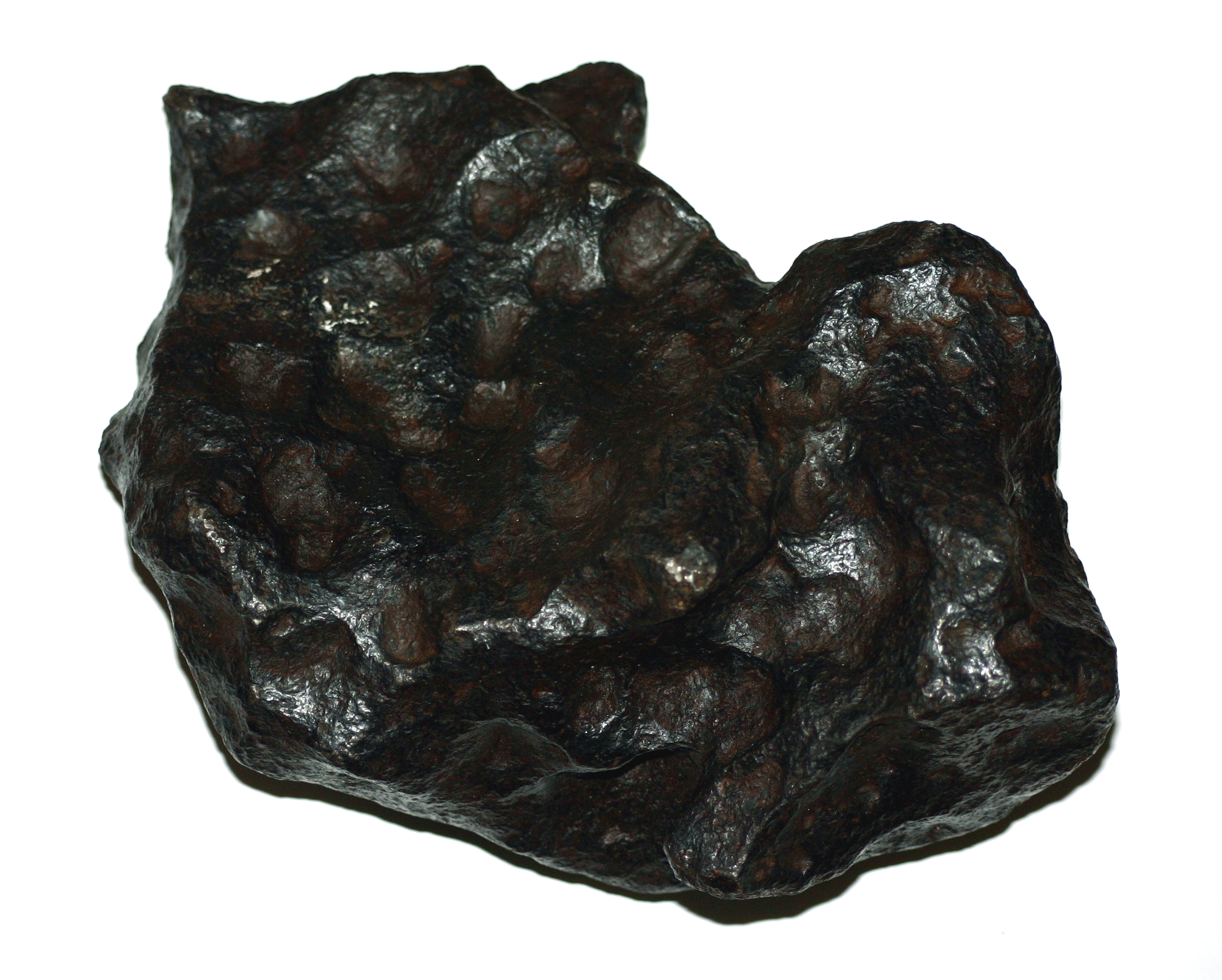
Meteorit metàl·lic.

Generalment s'usen dues classificacions en l'estudi dels meteorits metàl·lics: la classificació estructural i la classificació química.
| Classificació | Tipus                            |
| ------------- | -------------------------------- |
| Estructural   | Hexaedrites (H)                  |
| Estructural   | Octaedrites molt gruixudes (Ogg) |
| Estructural   | Octaedrites gruixudes (Og)       |
| Estructural   | Octaedrites mitjanes (Om)        |
| Estructural   | Octaedrites fines (Of)           |
| Estructural   | Octaedrites molt fines (Off)     |
| Estructural   | Ataxites (D)                     |
| Química       | Grup IAB                         |
| Química       | Grup IC                          |
| Química       | Grup IIAB                        |
| Química       | Grup IIC                         |
| Química       | Grup IID                         |
| Química       | Grup IIE                         |
| Química       | Grup IIF                         |
| Química       | Grup IIG                         |
| Química       | Grup IIIAB                       |
| Química       | Grup IIICD                       |
| Química       | Grup IIIE                        |
| Química       | Grup IIIF                        |
| Química       | Grup IVA                         |
| Química       | Grup IVB                         |
| Química       | Sense Grup                       |

### Classificació estructural
Els aliatges de Fe-Ni presents en els meteorits metàl·lics són dos: la kamacita (4-7,5% de Ni) i la taenita (27-65% de Ni). Depenent de la presència i distribució d'aquests aliatges, els meteorits presentaran diferents estructures (estructures de Widmanstätten), i segons quines siguin estarem parlant d'hexaedrites, octaedrites i ataxites. Les ataxites manquen d'estructures de Widmanstätten, i estan formades majoritàriament per taenita, amb gran abundància de Ni.
Com a contrapartida es troben les hexaedrites, on predomina la kamacita rica en Fe, i les estructures de Widmanstätten tenen un gran desenvolupament. Les octaedrites són el terme mitjà, presentant bandes formades per l'intercreixement de taenita i kamacita. Segons l'amplària d'aquestes bandes, les octaedrites se subdivideixen en Molt gruixudes (bandes més amples de 3,3 mm), Gruixudes (entre 3,3 i 1,3 mm), Mitjanes (entre 1,3 i 0,5 mm), Fines (entre 0,5 i 0,2 mm) i Molt fines (amplària menor de 0,2 mm).

### Classificació química
La classificació química està basada bàsicament en la presència Ni i d'elements traça com el Ge, el Ga i l'Ir,
però també s'utilitzen l'antimoni (Sb), arsènic (As), cobalt (Co), coure (Cu), or (Au), tal·li (Tl) i wolframi (Wo).
Quan es va començar a usar aquesta classificació solament hi havia quatre grups, nomenats amb nombres romans (I, II, III i IV), però amb el temps es van començar a obtenir dades químiques de major qualitat, per la qual cosa va ser necessària la creació de subgrups (Per exemple, IVA i IVB).
Segons es van estudiant més meteorits, es van descobrir exemplars, les abundàncies dels quals d'elements traça indicaven una transició entre dos subgrups ja existents, per la qual cosa molts es van agrupar en un solament (per exemple, d'IIA i IIB es va formar IIAB). Els subgrups des de IAB fins a IIICD tenen un alt contingut en volàtils i presència de silicats, al contrari que els grups IVA i IVB.

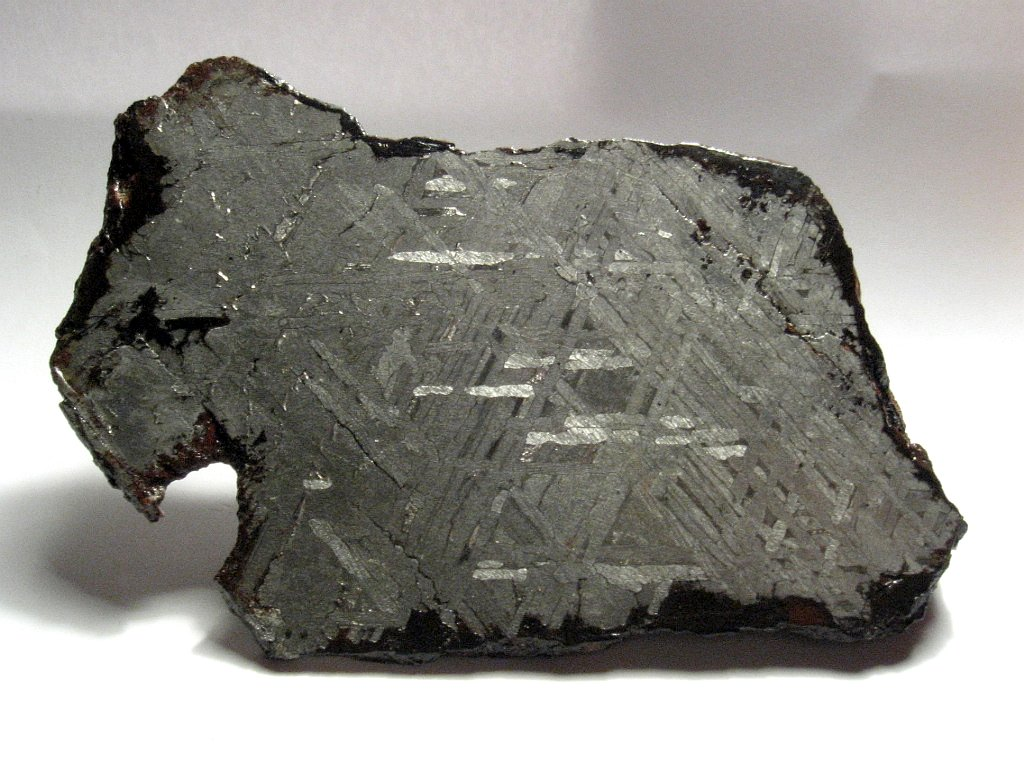
Meteorit Toluca. És una octaedrita gruixuda del grup IAB. Es poden apreciar les estructures de Widmanstätten.

#### Grup IAB
Dins d'aquest grup hi ha representades ataxites i hexaedrites, però predominen les octaedrites gruixudes i mitjanes.
Presenten silicats similars als de les winonaites (un tipus d'acondrita), la qual cosa podria implicar que les winonaites i els meteorits del grup IAB tenen un origen comú. També contenen inclusions de troilita, grafit i cohenita.n

#### Grup IC
Els meteorits metàl·lics d'aquest grup contenen cohenita, cromita i inclusions de sulfurs, i es caracteritzen per l'absència de silicats i de grafit en els sulfurs. Posseeixen menys quantitat d'As i Au que els meteorits del grup IAB, i se solen correspondre amb les octaedrites des d'un punt de vista estructural.

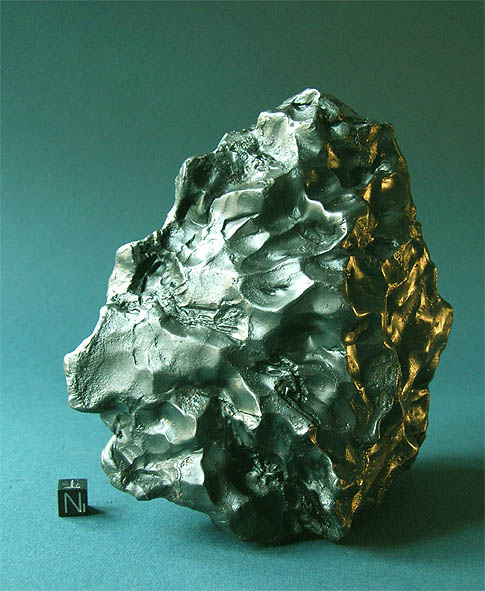
Meteorit de Sijoté-Alín. És una octaedrita gruixuda del grup IIAB.

#### Grup IIAB
Des d'un punt de vista estructural solen tractar-se d'octaedrites i hexahedrites, amb poca quantitat de Ni.
La distribució dels seus elements traça és similar a la de les condrites carbonàcies i les condrites d'enstatita, la qual cosa pot indicar una relació genètica. Les quantitats de sofre (S) presents són les majors de tots els meteorits metàl·lics.

#### Grup IIC
Són octaedrites amb quantitats altes de Tl, i es creu que procedeixen del nucli d'un asteroide diferenciat (amb capes com el nucli, el mantell…) de petita grandària. També es caracteritzen per la presència de plessita, que és un intercreixement de taenita i kamacita.

#### Grup IID
Octaedrites fines a mig fer, amb quantitats altes de Ga i Ge i inclusions de schreibersita (fosfur de Fe i Ni). Aquest mineral és molt resistent, la qual cosa complica la tasca de tallar aquests meteorits. Va ser en un exemplar d'aquest grup on Alois von Widmanstätten va descobrir les estructures que porten el seu nom.

#### Grup IIE
La composició del metall és similar al de les mesosiderites i pallasites (els dos tipus de litosiderits),
i les proporcions d'isòtops d'oxigen (O) són similars a les condrites H, podent implicar un origen comú.
Des d'un punt de vista estructural són octaedrites mitjanes.

#### Grup IIF

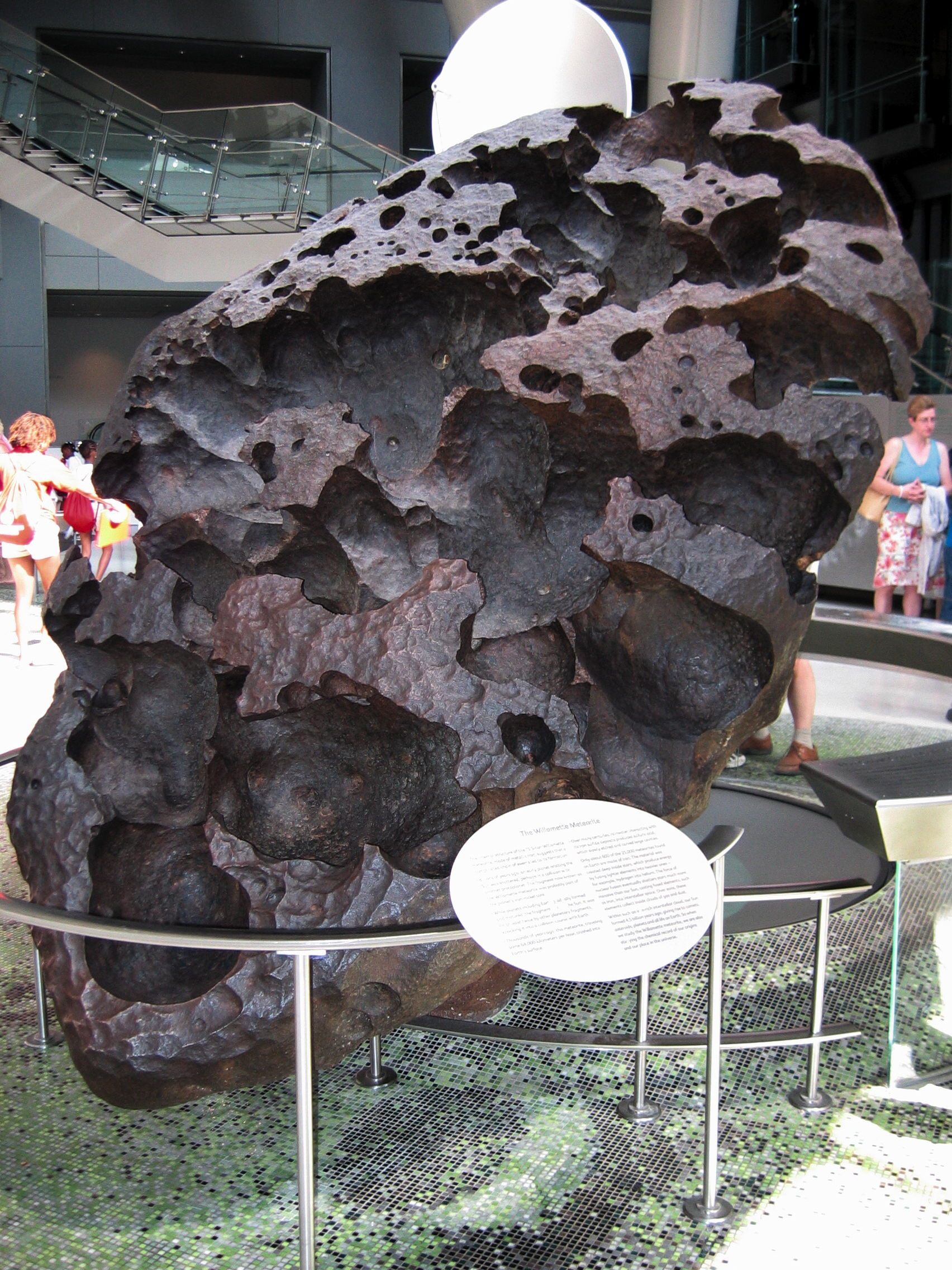
Meteorit Willamette, exposat en el Museu Americà d'Història Natural. És una octaedrita mitjana del grup IIIAB.

Són ataxites des d'un punt de vista estructural, la qual cosa indica una gran abundància de Ni. També tenen quantitats altes de Ga, Ge, Cu i Co, i les proporcions d'isòtops d'O són similars a les de les pallasites Eagle Station, per la qual cosa aquests dos grups de meteorits podrien compartir un origen comú.

#### Grup IIG
Són meteorits amb poca quantitat de Ni i sofre (S) i bastant abundància de schreibersita, relacionats genèticament amb el grup IIAB.
Es troben com hexaedrites o octaedrites molt gruixudes.

#### Grup IIIAB
Presenten estructura d'octaedrita mitjana a gruixuda, presentant nòduls de troilita i grafit, i sent rara la presència de silicats. Poden tenir un origen comú amb les pallasites del Grup Principal, on els meteorits del grup IIIAB formarien part del nucli d'un asteroide, i les pallasites formarien part del límit entre el nucli i el mantell d'aquest asteroide.

#### Grup IIICD
Són octaedrites molt fines o ataxites, amb una química similar a la dels meteorits del grup IAB, i que es caracteritza per la presència d'haxonita (un carbur de Fe i Ni). També presenten inclusions de silicats.

#### Grup IIIE
Igual que els meteorits del grup IIICD, es caracteritzen per la presència d'inclusions d'haxonita.
Des d'un punt de vista estructural són octaedrites gruixudes, i presenten similituds composicionals amb els meteorits del grup IIIAB, diferenciant-se en l'amplària de les bandes de kamacita i en la presència de carburs en el grup IIIE, i no en el grup IIIAB.
A més, els gràfics d'abundàncies de Ga-Ni i Ge-Ni de tots dos grups difereixen entre si.

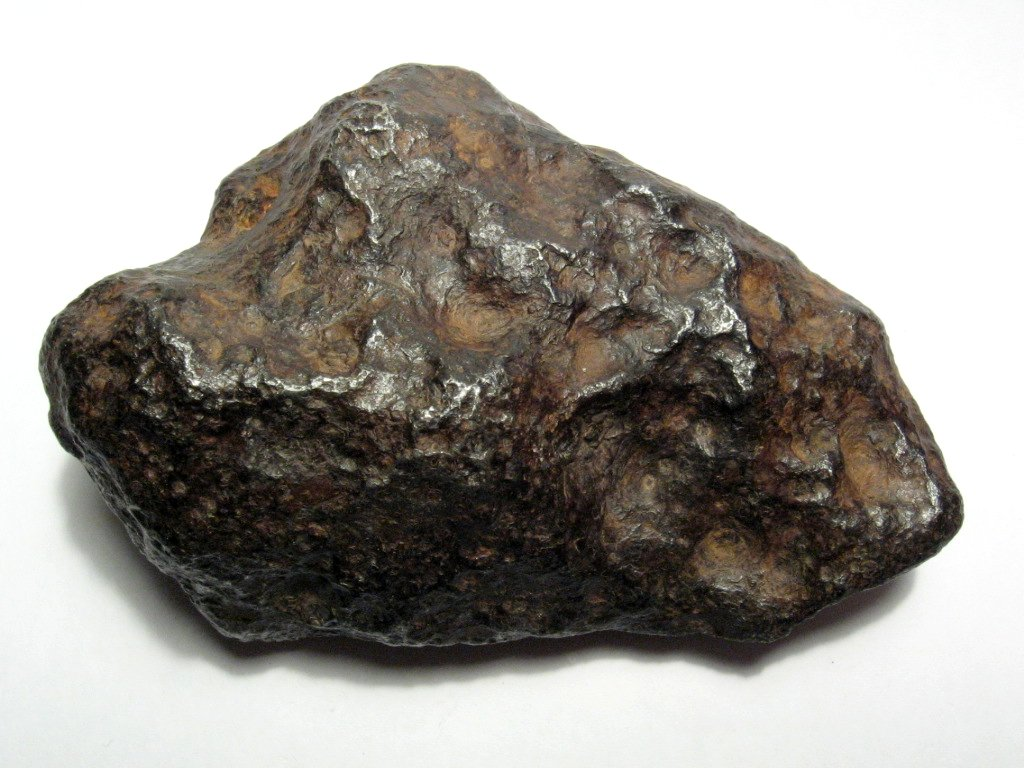
Meteorit Chinga, ataxita del grup IVB.

#### Grup IIIF
Octaedrites fines i mitjanes amb poca quantitat de Ni, Ge, Co, fòsfor (P) i As, i quantitats elevades de crom (Cr).
Es creu que la seva formació es va produir en el nucli diferenciat d'un petit asteroide.

#### Grup IVA
Sembla que aquests meteorits es van formar en el nucli d'un asteroide, encara que la seva velocitat de refredament va ser molt ràpida.
S'ha proposat un model que explicaria aquestes velocitats de refredament: la destrucció d'un asteroide per un impacte meteorític quan s'estava formant el nucli, amb un posterior reagrupament de les restes de l'asteroide.
Estructuralment són octaedrites fines, amb molt poca abundància de Ge i Ga.

#### Grup IVB
Presenten grans quantitats de Ni i Ir, i menor abundància d'elements volàtils com el Ga o el Ge.
Les seves taxes de refredament són bastant ràpides, i el seu origen deu estar lligat a un asteroide de petita grandària. Estructuralment són ataxites, amb presència de plessita.

#### Sense grup
Aquests meteorits, per les seves característiques, no poden incloure's en cap dels grups anteriors, representant el 15% dels meteorits metàl·lics recol·lectats fora de l'Antàrtida, i el 39% que hi ha recollits.

## Origen
Es creu que la majoria dels meteorits metàl·lics són fragments del nucli diferenciat d'asteroides que es van destruir a causa d'un impacte meteorític, i que es van dispersar pel Sistema Solar.
De fet deuen ser molt semblants als materials que formen el nucli terrestre, i reben el nom de meteorits magmàtics. No obstant això, certs meteorits, com els del grup IAB, IIICD i probablement IIE, semblen tenir un origen diferent, a causa que presenten unes taxes de refredament molt ràpides.
S'ha proposat un model, en el qual aquests meteorits procedeixen de "piscines" de material fos, originades per impactes meteorítics sobre un megaregolit en un asteroide condrític. A aquests meteorits se'ls denomina no magmàtics.

## Meteorit Hoba

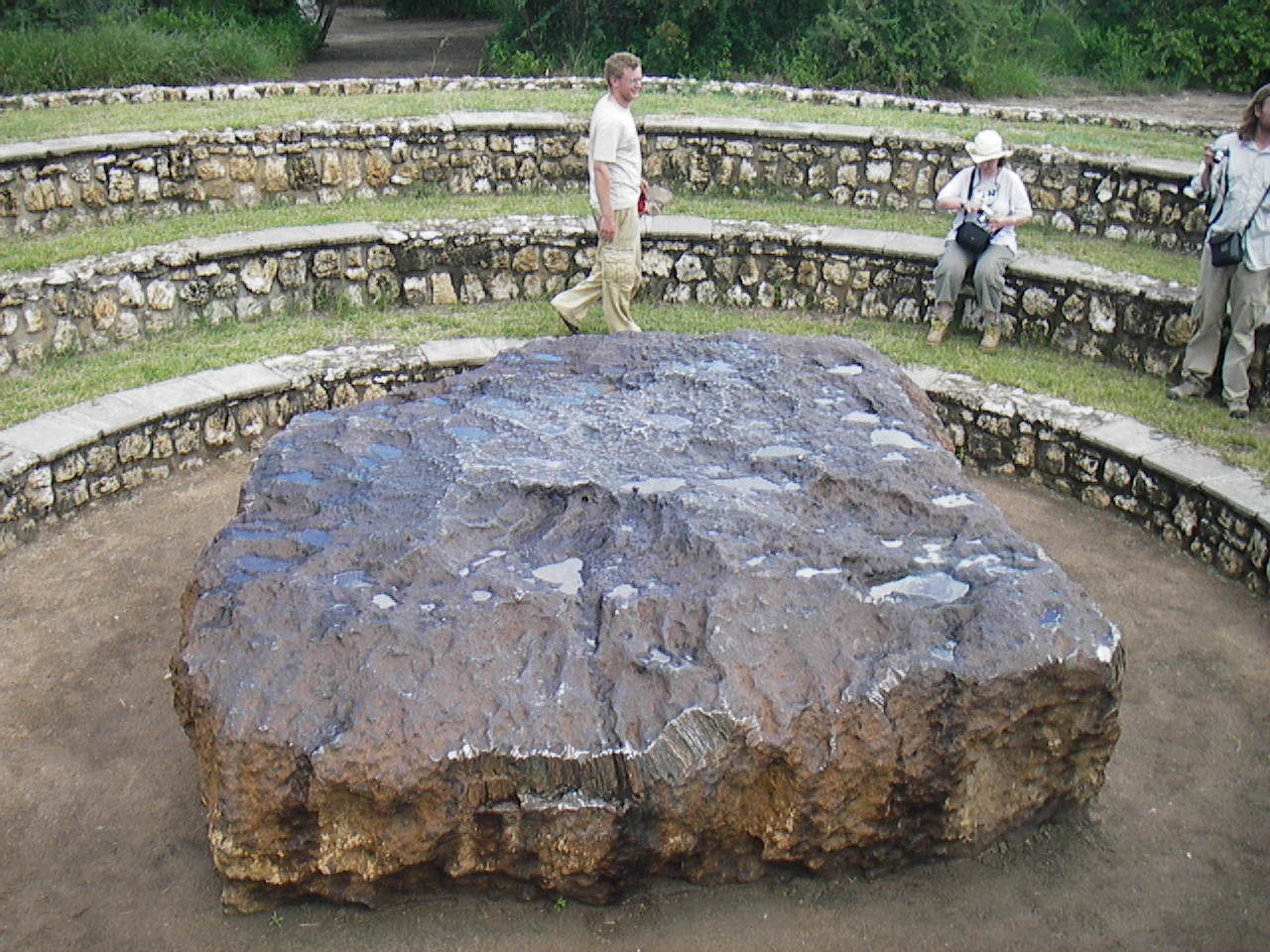
Fotografía del meteorit Hoba, on es pot comparar la seva mida amb la de diverses persones.

Aquesta ataxita del grup IVB localitzada a Namíbia, a prop de Grootfontein, i descoberta el 1920, és el major meteorit que s'ha trobat mai.
A més, és la major peça de ferro natural trobada sobre la Terra.
S'estima que pesa entre 55 i 61 tones i que té una edat de 200 milions d'anys, encara que es creu que va caure a la Terra fa uns 80.000 anys. Està format per un 82,4% de Fe, un 16,4% de Ni, un 0,76% de Co, un 0,04% de P, i traces de Cu, zinc (Zn), C, S, Cr, Ga, Ge i Ir, i conté minerals com la troilita i la schreibersita. Té forma de llosa quadrada, la base de la qual té unes dimensions de 2,95 x 2,84 metres, i una altura mitjana d'1 metre (1,22 metres l'altura màxima i 0,75 metres la mínima). Presenta una microestructura plessítica amb inclusions minerals,
la superfície coberta per hidròxids de Fe i en el seu contacte amb el sòl es troba bastant meteoritzat.
Un misteri que embolica al meteorit Hoba és l'absència d'un cràter d'impacte associat. Es creu que la seva trajectòria seria molt inclinada, i que en impactar rebotaria diverses vegades fins a aconseguir la seva situació.
El 1954 es va intentar traslladar al Museu Americà d'Història Natural, però no es va poder realitzar a causa del seu pes. El 1955 és declarat Monument Nacional, i el 1985 es va condicionar la zona on es troba per al seu ús turístic.

## Cràters a la Terra

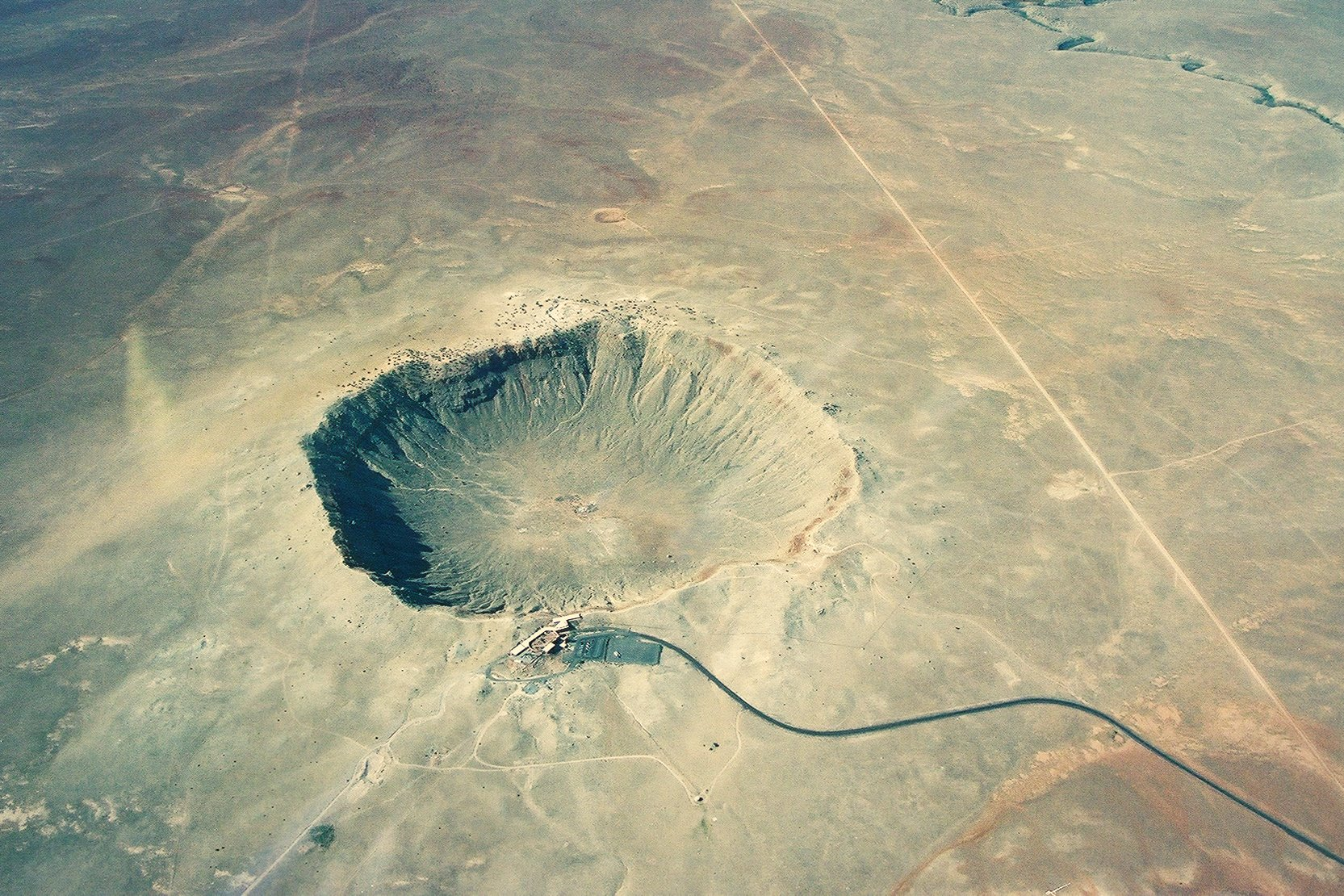
Fotografia aèria del cràter Barringer, a Arizona.

En alguns dels cràters d'impacte que s'han descobert a la Terra s'ha pogut determinar que el meteorit que els va formar era metàl·lic (a pesar que normalment es destrueix amb l'impacte), com en el cas del Cràter Barringer, a Arizona.
Es pensa que el meteorit Canyon Diable, una octaedrita gruixuda del grup IAB, va ser l'impactador que va originar aquest astroblema. Fa uns 50.000 anys va caure un meteorit a Texas, formant el cràter d'Odessa.
Després d'estudiar fragments del meteorit inferiors a 2 mm presents en el sòl de la zona, es va arribar a la conclusió que el cràter el va originar un meteorit metàl·lic del grup IAB.

## Meteorits metàl·lics i la prehistòria

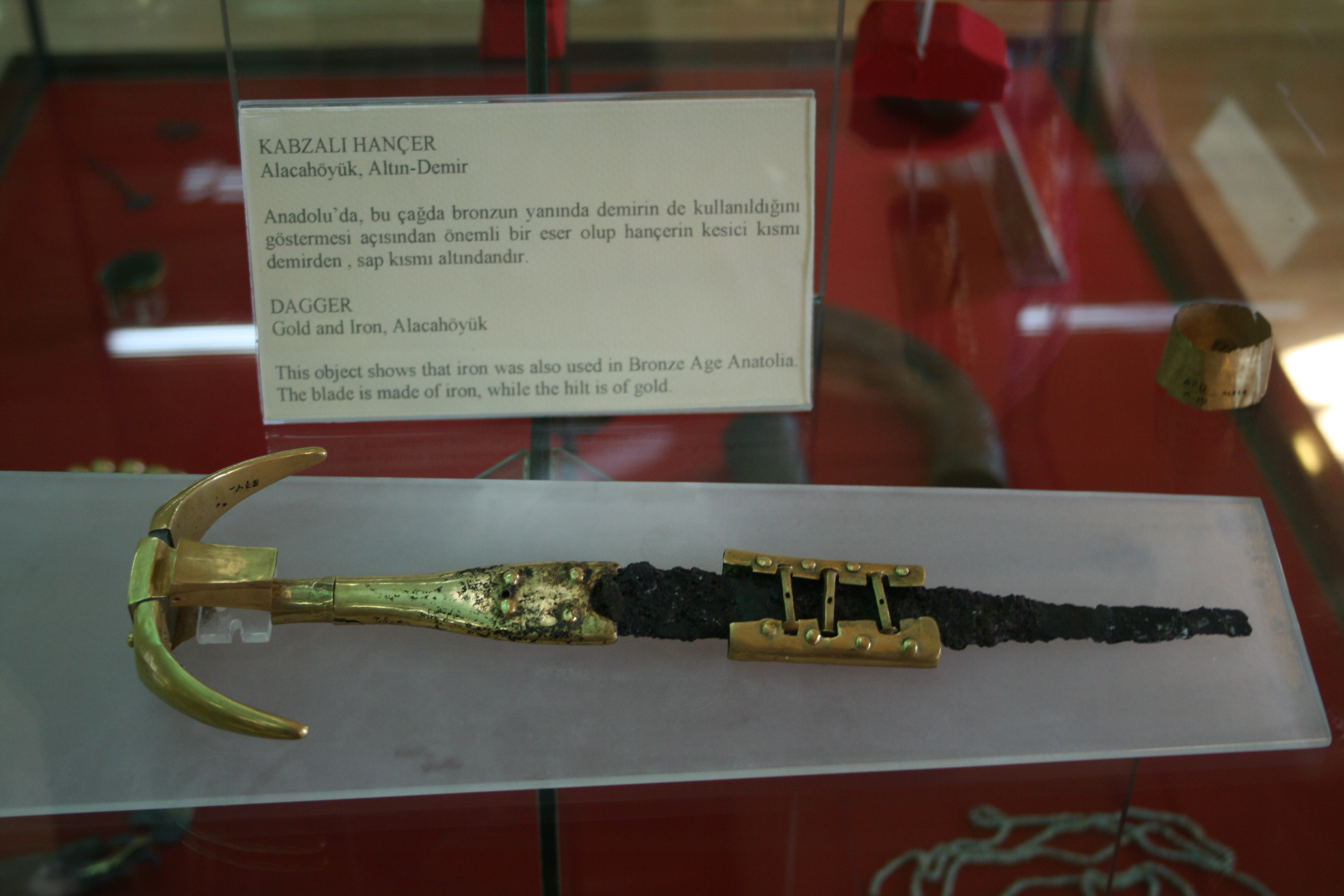
Una daga de ferro meteorítica amb mànec d'or del jaciment arqueològic d'Alacahöyük, a Turquia.

En l'edat del bronze es comencen a fabricar objectes d'aquest aliatge en el sud-est d'Europa, Àsia, Egipte i en el Mediterrani occidental, desenvolupant-se la metal·lúrgia,
però a causa de l'elevat punt de fusió del Fe (1.635 °C),
l'única manera d'obtenir aquest metall fins a l'any 1500 aC era a partir dels meteorits.
Existeixen indicis que ja l'any 4000 aC aproximadament, els egipcis i els sumeris usaven aquest metall d'origen extraterrestre. Els sumeris i els hitites anomenaven al ferro "foc del cel".
A Egipte se li denominava "metall del cel", i era considerat sagrat, en provenir d'on consideraven que procedien els déus.
Probablement la pedra sagrada d'Heliòpolis tindria origen meteorític. Quan Hernán Cortés va preguntar als guerrers asteques sobre la procedència del ferro dels seus ganivets, aquests miraven al cel, en al·lusió al seu origen meteorític.
El primer ferro que es va usar a la Xina també era d'origen meteorític, com ho testifiquen els objectes del segle viii aC oposats al Xinjiang.
La tribu dels inuits del nord-oest de Groenlàndia posseïen armes i utensilis de ferro, malgrat l'absència de jaciments a la zona, tots ells d'origen meteorític.
Es pot reconèixer com és l'origen del ferro per l'anàlisi de la quantitat de níquel present, o per la presència d'estructures de Widmanstätten relictes.